# Michel Mayor
Michel Gustave Édouard Mayor (Echallens, 12 de janeiro de 1942) é um astrônomo suíço.
Em 1995, junto com Didier Queloz, descobriu o primeiro Planeta extra-solar, 51 Pegasi. Os astrônomos usaram o método de velocidade radial no Observatório de Genebra.
Foi distinguido com o Nobel da Física de 2019, em conjunto com Didier Queloz, pela sua descoberta do exoplaneta 51 Pegasi.